# Almazbek Atambajev
Almazbek Šaršenovič Atambajev, cyrilicí Алмазбек Шаршенович Атамбаев (* 17. září 1956) je kyrgyzský politik, mezi lety 2011 a 2017 prezident Kyrgyzstánu. V letech 2010–2011 a krátce roku 2007 byl premiérem Kyrgyzstánu. V letech 2005–2006 byl ministrem průmyslu, obchodu a turismu. Je představitelem Sociálnědemokratické strany Kyrgyzstánu, jejímž předsedou byl v letech 1999–2011.
Na prezidenta kandidoval již roku 2000, tehdy však získal jen 6 procent hlasů. Roku 2006 se účastnil protestního hnutí Za reformy! (За Реформы!). Roku 2007 se stal prvním premiérem ve Střední Asii, který se k moci dostal z opozice. Chtěl se zúčastnit i prezidentských voleb 2009, ale nakonec kandidaturu stáhl pro nelegitimitu voleb. V prezidentských volbách roku 2010 získal 63 procent hlasů. V zahraniční politice se orientoval na spolupráci s Ruskem a Tureckem, 23. prosince 2014 podepsal přistoupení Kyrgyzstánu k Eurasijskému ekonomickému svazu, které nabylo účinnosti v květnu 2015.
Po opuštění úřadu byl v roce 2019 poslanci zbaven imunity pro podezření z korupce. Atambajev se od té doby téměř izoloval a uzavřel se ve své rezidenci. Obvinění odmítá a veřejně prohlašuje, že se hodlá aktivně bránit, pokud si pro něj přijde policie. Dle jeho slov je jeho sídlo v Koj-Taši hlídáno jeho osobní, ozbrojenou stráží. 7. srpna do budovy vtrhly kyrgyzské zvláštní jednotky, avšak Atambajevovi příznivci dokázali útok odrazit. Po dvou dnech obléhání se nakonec vzdal policii.

## Vyznamenání

### Národní vyznamenání
- Hrdina Kyrgyzstánu – 27. listopadu 2017 – udělil prezident Sooronbaj Žeenbekov za výjimečné služby lidu, za mimořádný přínos k posílení státní nezávislosti Kyrgyzstánu, jednoty lidu, míru a harmonie v zemi, za vytvoření pevného základu pro udržitelný rozvoj Kyrgyzské republiky, jakož i za politickou vůli a projevenou odvahu[5]
- Řád Danaker – 28. listopadu 2007 – za přínos k sociálnímu a ekonomickému rozvoji republiky a za plodnou práci na zachování mezietnické harmonie[6]
- Manasův řád II. třídy – 1. prosince 2011 – za občanskou odpovědnost a odvahu projevenou během let boje proti autoritářským režimům rodinného klanu, důslednému prosazování myšlenek demokracie, svobody slova a pokojného shromažďování, aktivní účast na ústavní reformě, formování základů parlamentní demokracie, jakož i v souvislosti s úspěšným dokončením přechodného období po lidové revoluci v dubnu 2010[7]
- Čestná medaile – 1999 – za plodnou činnost v oblasti průmyslové výroby v Kyrgyzstánu[8]

### Zahraniční vyznamenání
- Prezidentský řád znamenitosti – Gruzie, 2013[9]
- Řád Srbské republiky II. třídy – Srbsko, 2013 – udělil prezident Tomislav Nikolić za zásluhy na rozvoji a posílení mírové spolupráce a přátelských vztahů mezi Srbskem a Kyrgyzstánem[10]
- Řád přátelství I. třídy – Kazachstán, 7. listopadu 2014 – udělil prezident Nursultan Nazarbajev za přínos k rozvoji přátelství mezi Kazachstánem a Kyrgyzstánem[11]
- Řád Alexandra Něvského – Rusko, 17. září 2016 – udělil prezident Vladimir Putin za mimořádný přínos k posílení mnohostranné spolupráce mezi Ruskou federací a Kyrgyzstánem v duchu vzájemné důvěry a strategického partnerství[12]

## Odkazy

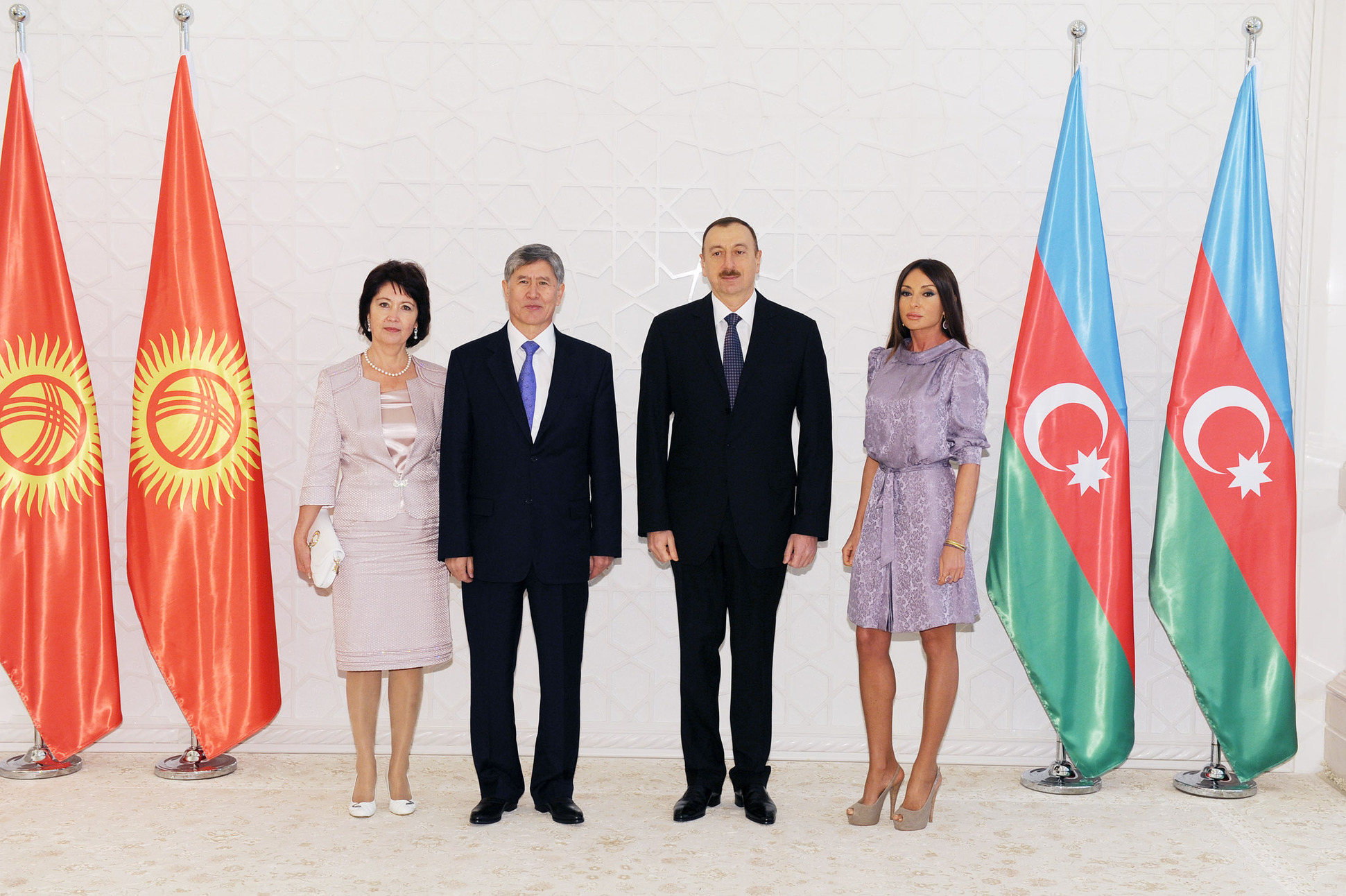
Raisa Atambayeva, Almazbek Atambayev, Ilham Aliyev and Mehriban Aliyeva in 2012